# Crapoel
Crapoel (Limburgs: Krapoel) is een buurtschap ten zuiden van Gulpen in de gemeente Gulpen-Wittem in de Nederlandse provincie Limburg. De buurtschap ligt aan de gelijknamige weg op het Plateau van Crapoel dat in het noorden uitloopt op de Gulperberg. Ten oosten van Crapoel liggen het Wagelerbos, Dunnenbos en Schweibergerbos, en ten zuidoosten het Kruisbos. Ten zuidwesten van Crapoel ligt het droogdal Pesakerdal.
In Crapoel staan enkele vakwerkhuizen en twee opvallende wegkruizen. Een is kort na de Tweede Wereldoorlog gemaakt van granaathulzen en bij een andere zijn aan de dwarsbalk een nijptang en een hamer toegevoegd.
Aan de noordwestzijde van Crapoel bevindt zich de Groeve Crapoel, een geologisch monument waarin nog zeldzame afzettingen van de Oostmaas te zien zijn.

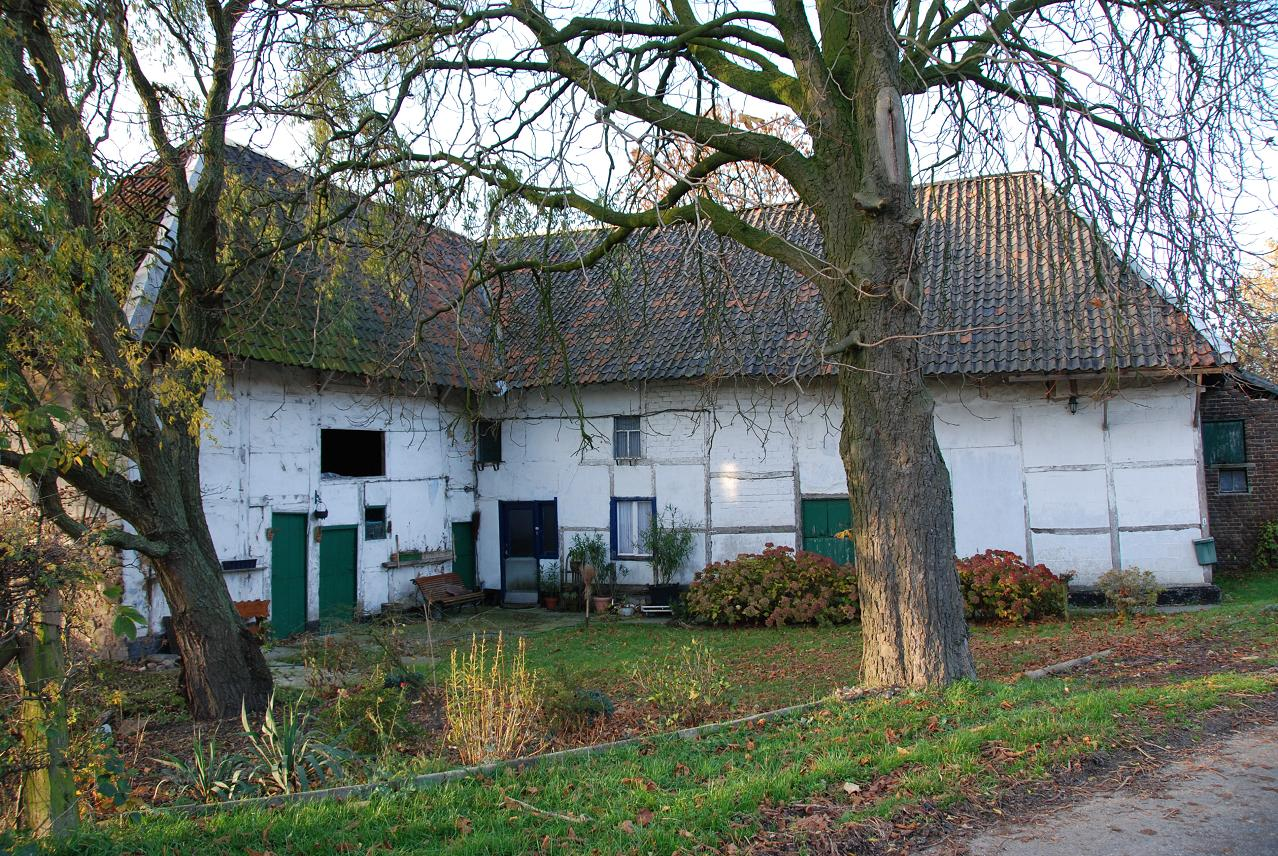
Vakwerkboerderij in Crapoel
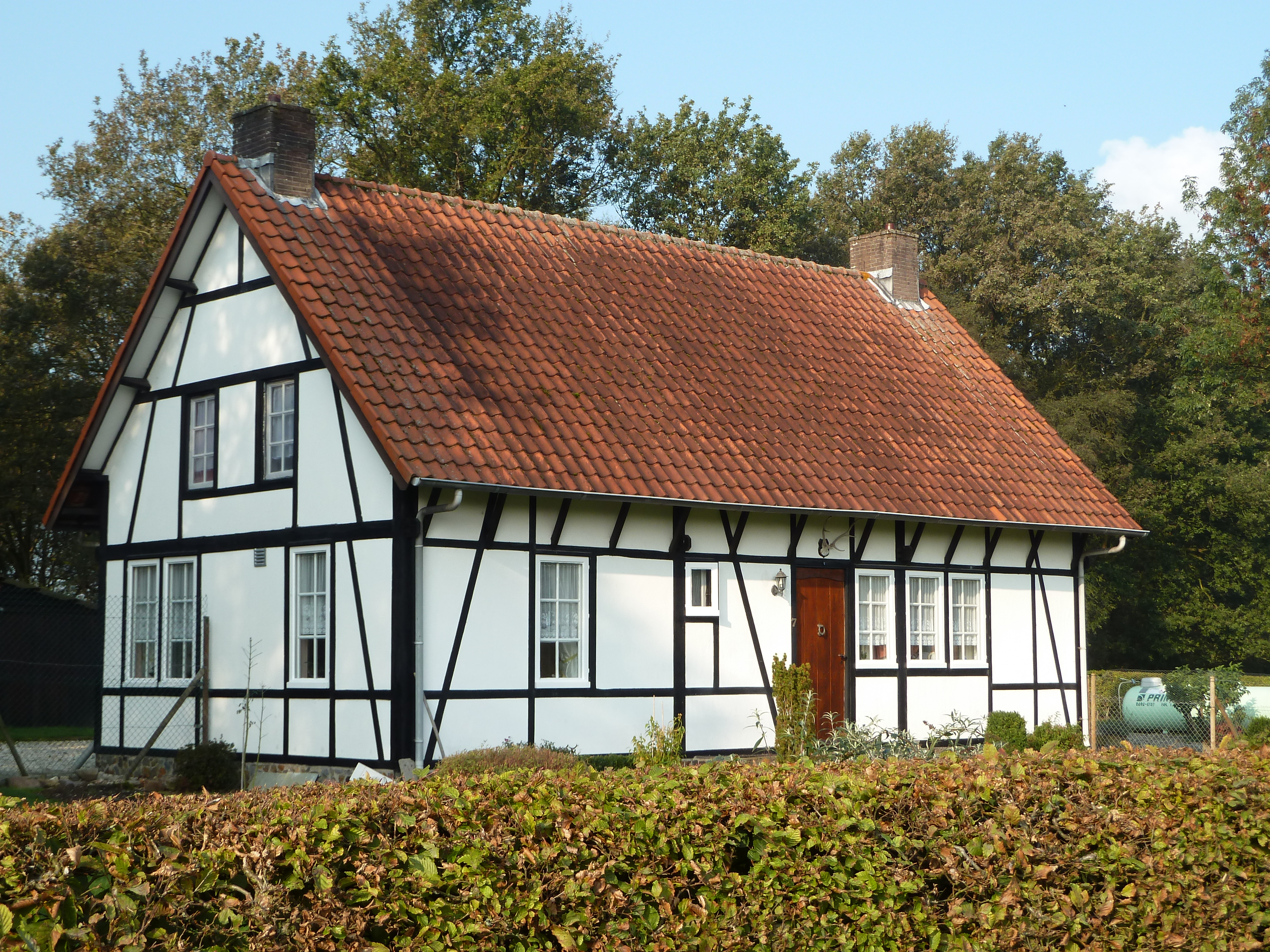
Vakwerkhuis
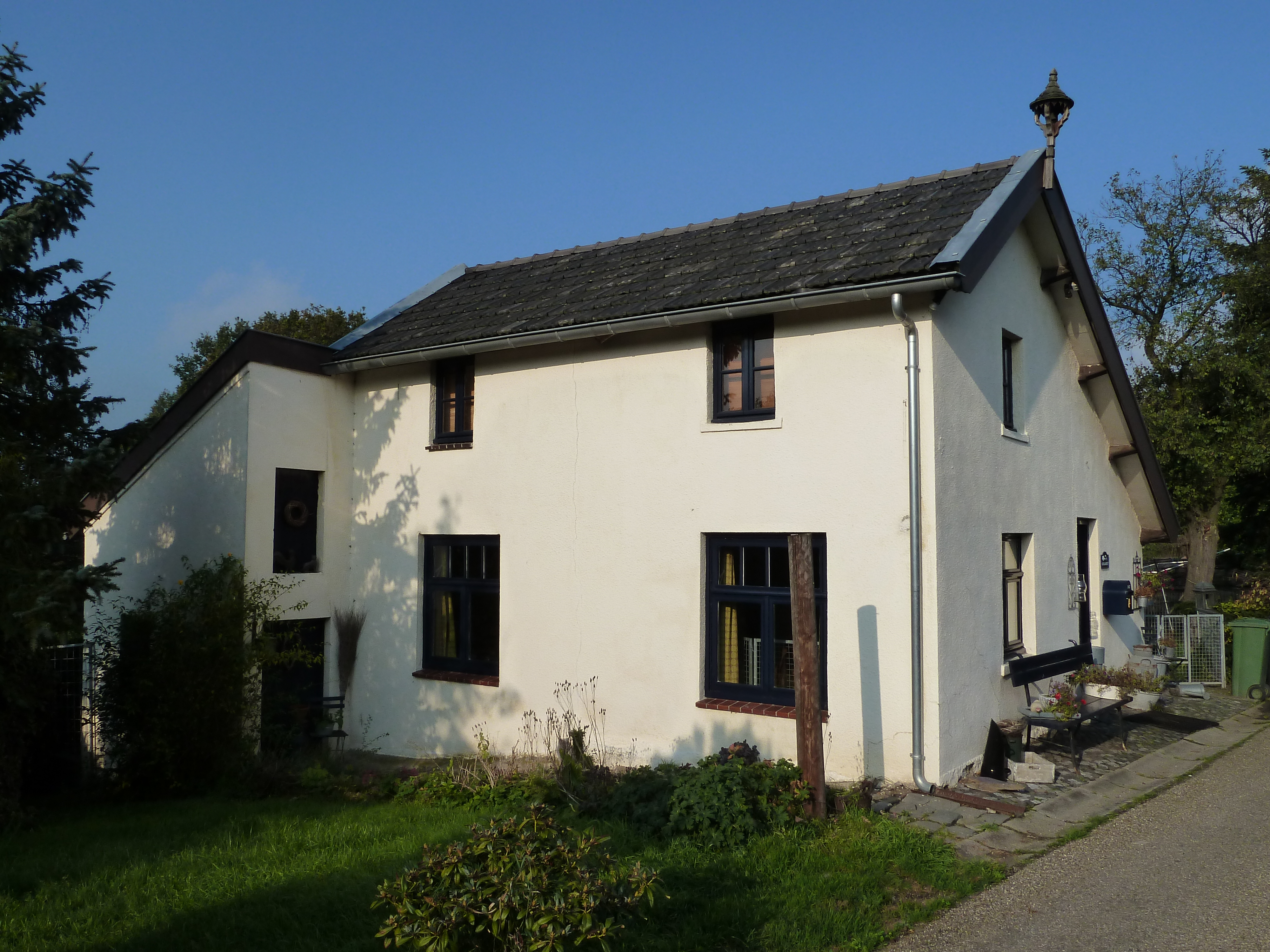
Huis met makelaar met klokje
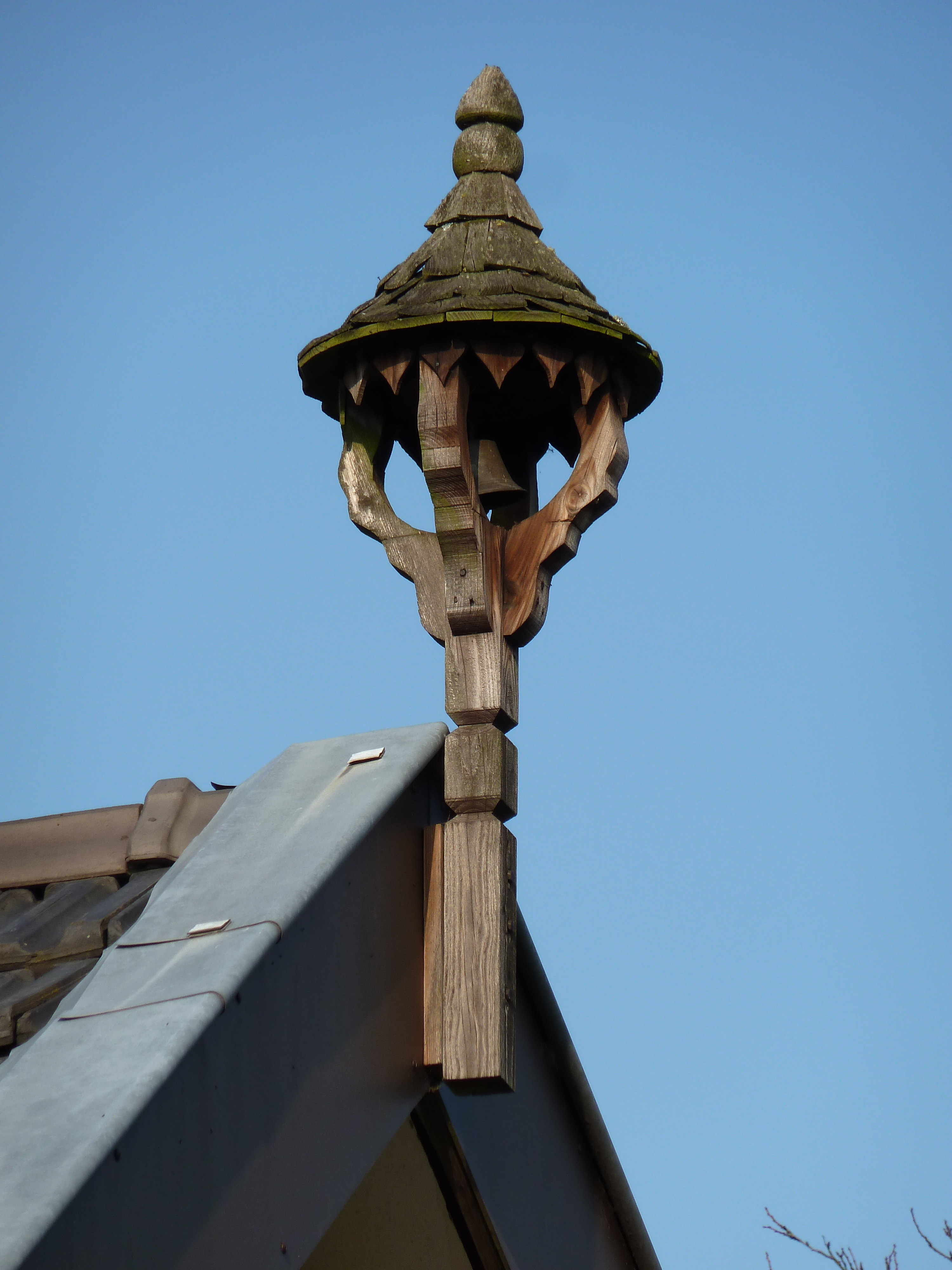
Detail
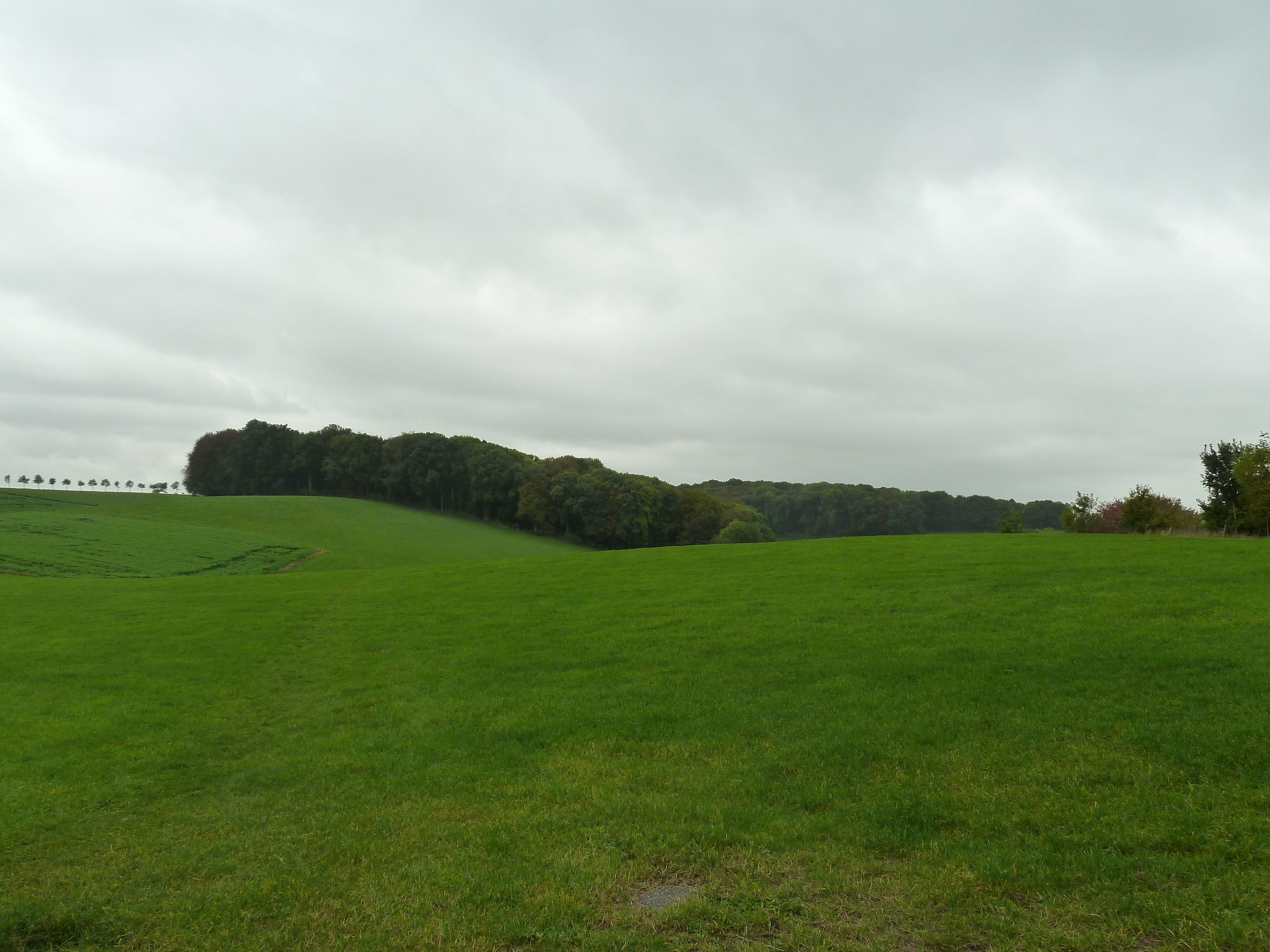
Bos aan noordzijde Crapoel

Dorpen: Epen · Eys · Gulpen · Mechelen · Nijswiller · Partij-Wittem · Reijmerstok · Slenaken · Wahlwiller · Wijlre

Gehuchten en buurtschappen: Beertsenhoven · Berghem · Berghof · Beutenaken · Billinghuizen · Bissen · Bommerig · Broek · Cartils · Crapoel · Dal · Diependal · Elkenrade · Elzet · Eperheide · Etenaken · Euverem · Eyserhalte · Eyserheide · Gracht Burggraaf · Heijenrath · Helle · Hilleshagen · Höfke · Hoogcruts · Hurpesch · De Hut · Ingber · Kapolder · Kleeberg · Klein-Kullen · Klein-Kuttingen · Kosberg · Kuttingen · Landsrade · Overeys · Overgeul · Partij · Pesaken · De Piepert · Plaat · Schilberg · Schweiberg · Sinselbeek · Stokhem · Terpoorten · Terziet · Trintelen · Waterop · Wittem

Limburg: Steden en dorpen      Nederland: Provincies · Gemeenten